# イッツ・オールライト・ママ
「イッツ・オールライト・ママ」は、福耳の1作目の配信リリース作品である。

## 概要
- 配信ジャケットはGROOVISIONSが手がけたもの。

## 参加アーティスト
- 杏子
- 山崎まさよし
- 岡本定義（COIL）
- あらきゆうこ（mi-gu）
- 元ちとせ
- スキマスイッチ
- 長澤知之
- 秦基博
- さかいゆう
- 浜端ヨウヘイ
- 竹原ピストル
- 松室政哉
- 村上紗由里

## 参加ミュージシャン
- Produced by 岡本定義、松室政哉
- 大橋卓弥、秦基博、さかいゆう、竹原ピストル、浜端ヨウヘイ：Vocal, Chorus
- 山崎まさよし：Vocal, Chorus, Electric Guitar, Tambourine, Harmonica
- 長澤知之：Vocal, Chorus, Electric Guitar
- 松室政哉：Vocal, Chorus, Acoustic Guitar
- 杏子、元ちとせ、村上紗由里：Chorus
- 岡本定義：Bass, Chorus
- あらきゆうこ：Drums, Chorus
- 常田真太郎：Synthesizer

## 収録曲
1. イッツ・オールライト・ママ
（作詞:岡本定義(COIL)、作曲:松室政哉、プロデュース:岡本定義(COIL)・松室政哉）
  - 日清フーズ「マ・マー 早ゆでスパゲティ 平日のママ 篇」CMソング[1]
  - 日清フーズ「マ・マー 超もち生パスタ 休日のパパ 篇」CMソング